# En dejlig drøm
|  | Denne artikel er oprettet af botten Steenthbot ud fra en ekstern database. Den kan derfor have sproglige fejl eller mangler. Denne skabelon kan fjernes efter kontrol af indholdet. |

En dejlig drøm er en dansk animationsfilm fra 1921 instrueret af Robert Storm Petersen.

## Handling
UKOMPLET | I dette lille fragment fra tegnefilmen ‘En dejlig Drøm’ sukker en kuglerund mand efter lækre sager. Først kigger han misundeligt gennem et nøglehul på en klovn, der holder gilde. Derefter sender en fræk karaffel vand på bordet tankerne hen på dejlig whisky.
Filmen er lavet af Robert Storm Petersen, populært kaldet Storm P., som stod bag Danmarks allerførste tegnefilm.